# Завод добрив у Степногорську
Завод добрив у Степногорську – виробничий майданчик у Акмолинській обалсті Казахстану.
У другій половині 1960-х на півночі Казахстану ввели в дію орієнтований на виробництво урану Цілинний гірничо-хімічний комбінату (ЦГХК). Одне з його рудоуправлінь здійснювало розробку комплексних уран-фосфатних родовищ Заозерної групи, тому вирішили включити до складу комбінату цех мінеральних добрив. Він став до ладу в 1970-му та випускав амофос – азотно-фосфорне добриво, яке отримують взаємодією фосфорної кислоти та аміаку. Фосфорну кислоту продукували шляхом розкладення фосфоритів сульфатною кислотою (останню виробляв ще один цех ЦГХК), а аміак доправляли залізницею.
В 1989-му випуск амофосу в Степногорську досягнув 291 тисячі тон, що становило 168% проектної потужності.
В 1990-х роках на тлі завершення радянської ядерної програми та краху планової економіки ЦГХК потрапив у складне становище та призупинив роботу. Хоча частина виробництв колишнього ЦГХК (зокрема, завод сульфатної кислоти та шантобінське рудоуправління) в подальшому відновили роботу, проте розробку родовищ Заозерної групи так і не відновили.
Що стсоується цеху добрив, то він у підсумку перейшов під контроль концерну «Казфосфат» та з 2003-го став відомий як Степногорський хімічний завод.
Станом на кінець 2010-х років діяльність цього заводу була фактично призупинена. 